# 过氧化铷
过氧化铷是一种无机化合物，也是铷的过氧化物。

## 制备
过氧化铷可以通过在-50°C下快速氧化溶解在液氨中的铷而成。
{\displaystyle \mathrm {2\ Rb+O_{2}\ {\xrightarrow {-50\;^{\circ }{\text{C}}}}\ Rb_{2}O_{2}} }
它也可以在真空下由超氧化铷的热解生成。
{\displaystyle \mathrm {2\ RbO_{2}\ {\xrightarrow {290\;^{\circ }{\text{C}}}}\ Rb_{2}O_{2}+O_{2}} }

## 性质
过氧化铷是无色至微黄色的固体，具有正交晶系结构。